# Drugi rząd Donalda Tuska
Drugi rząd Donalda Tuska – Rada Ministrów pod kierownictwem premiera Donalda Tuska, powołana przez prezydenta RP Bronisława Komorowskiego i zaprzysiężona 18 listopada 2011 r. (Postanowienie Prezydenta Rzeczypospolitej Polskiej z dnia 18 listopada 2011 r. o powołaniu Prezesa Rady Ministrów i postanowienie Prezydenta Rzeczypospolitej Polskiej z dnia 18 listopada 2011 r. o powołaniu w skład Rady Ministrów).
Rząd Donalda Tuska był rządem koalicyjnym Platformy Obywatelskiej i Polskiego Stronnictwa Ludowego. Rozmowy koalicyjne w sprawie jego powołania rozpoczęły się po wyborach parlamentarnych z 9 października 2011.
8 listopada 2011 prezydent RP Bronisław Komorowski postanowieniem desygnował na prezesa Rady Ministrów Donalda Tuska, powierzając mu misję sformowania rządu.
11 września 2014 prezydent RP przyjął dymisję Rady Ministrów i powierzył jej dalsze sprawowanie władzy do czasu powołania nowej Rady.

## Exposéiwotum zaufania
- 18 listopada 2011 Donald Tusk wygłosił exposé i złożył wniosek do Sejmu o udzielenie wotum zaufania. Exposé Donalda Tuska trwało 59 minut[4].
- Uchwałą Sejmu z 21 listopada 2011[5] Rada Ministrów pod przewodnictwem Donalda Tuska otrzymała wotum zaufania. Za jego udzieleniem głosowało 234 posłów, przeciw opowiedziało się 211, wstrzymało się 2 oraz nie głosowało 13[6]. Większość bezwzględna konieczna do uzyskania wotum zaufania wynosiła 224 głosy.

### Wotum zaufania 19 listopada 2011
| Klub                                                 | Klub                         | Głosowanie | Głosowanie     | Głosowanie | Nieobecni |
| Klub                                                 | Klub                         | Za         | Wstrzymali się | Przeciw    | Nieobecni |
| ---------------------------------------------------- | ---------------------------- | ---------- | -------------- | ---------- | --------- |
|                                                      | Platforma Obywatelska        | 206        | 0              | 0          | 1         |
|                                                      | Prawo i Sprawiedliwość       | 0          | 1              | 129        | 7         |
|                                                      | Ruch Palikota                | 0          | 1              | 38         | 2         |
|                                                      | Polskie Stronnictwo Ludowe   | 27         | 0              | 0          | 1         |
|                                                      | Sojusz Lewicy Demokratycznej | 0          | 0              | 25         | 1         |
|                                                      | Solidarna Polska             | 0          | 0              | 17         | 1         |
|                                                      | Posłowie niezrzeszeni        | 1          | 0              | 2          | 0         |
| ŁĄCZNIE                                              | ŁĄCZNIE                      | 234        | 2              | 211        | 13        |
| Większość bezwzględna: 224, wotum zaufania udzielono |                              |            |                |            |           |

### Wotum zaufania 12 października 2012
| Klub                                            | Klub                         | Głosowanie | Głosowanie     | Głosowanie | Nieobecni |
| Klub                                            | Klub                         | Za         | Wstrzymali się | Przeciw    | Nieobecni |
| ----------------------------------------------- | ---------------------------- | ---------- | -------------- | ---------- | --------- |
|                                                 | Platforma Obywatelska        | 205        | 0              | 0          | 1         |
|                                                 | Prawo i Sprawiedliwość       | 0          | 0              | 133        | 3         |
|                                                 | Ruch Palikota                | 0          | 0              | 42         | 1         |
|                                                 | Polskie Stronnictwo Ludowe   | 27         | 0              | 0          | 1         |
|                                                 | Sojusz Lewicy Demokratycznej | 0          | 0              | 24         | 1         |
|                                                 | Solidarna Polska             | 0          | 0              | 19         | 0         |
|                                                 | Posłowie niezrzeszeni        | 1          | 0              | 1          | 1         |
| ŁĄCZNIE                                         | ŁĄCZNIE                      | 233        | 0              | 219        | 8         |
| Większość zwykła: 227, wotum zaufania udzielono |                              |            |                |            |           |

### Wotum zaufania 25 czerwca 2014
| Klub/koło                                       | Klub/koło                    | Głosowanie | Głosowanie     | Głosowanie | Nieobecni |
| Klub/koło                                       | Klub/koło                    | Za         | Wstrzymali się | Przeciw    | Nieobecni |
| ----------------------------------------------- | ---------------------------- | ---------- | -------------- | ---------- | --------- |
|                                                 | Platforma Obywatelska        | 201        | 0              | 0          | 2         |
|                                                 | Prawo i Sprawiedliwość       | 0          | 0              | 127        | 10        |
|                                                 | Twój Ruch                    | 1          | 0              | 32         | 3         |
|                                                 | Polskie Stronnictwo Ludowe   | 31         | 0              | 0          | 1         |
|                                                 | Sojusz Lewicy Demokratycznej | 0          | 0              | 23         | 3         |
|                                                 | Posłowie niezrzeszeni        | 4          | 0              | 10         | 0         |
|                                                 | Solidarna Polska             | 0          | 0              | 11         | 1         |
| ŁĄCZNIE                                         | ŁĄCZNIE                      | 237        | 0              | 203        | 20        |
| Większość zwykła: 221, wotum zaufania udzielono |                              |            |                |            |           |

## Druga Rada Ministrów Donalda Tuska (2011–2014)
| Funkcja                                                | Imię i nazwisko            | Imię i nazwisko                 | Czas pełnienia funkcji | Czas pełnienia funkcji |
| Funkcja                                                | Imię i nazwisko            | Imię i nazwisko                 | Od                     | Do                     |
| ------------------------------------------------------ | -------------------------- | ------------------------------- | ---------------------- | ---------------------- |
| Prezes Rady Ministrów                                  |                            | Donald Tusk (PO)                | 18 listopada 2011(dts) | 22 września 2014(dts)  |
| Wiceprezes Rady Ministrów                              |                            | Waldemar Pawlak (PSL)           | 18 listopada 2011(dts) | 27 listopada 2012(dts) |
| Minister gospodarki                                    | 18 listopada 2011(dts)     | Waldemar Pawlak (PSL)           | 27 listopada 2012(dts) |                        |
| Minister-członek Rady Ministrów                        |                            | Tomasz Arabski                  | 18 listopada 2011(dts) | 25 lutego 2013(dts)    |
| Minister zdrowia                                       |                            | Bartosz Arłukowicz (PO)         | 18 listopada 2011(dts) | 22 września 2014(dts)  |
| Minister rozwoju regionalnego                          |                            | Elżbieta Bieńkowska             | 18 listopada 2011(dts) | 27 listopada 2013(dts) |
| Wiceprezes Rady Ministrów                              | 27 listopada 2013(dts)     | Elżbieta Bieńkowska             | 22 września 2014(dts)  |                        |
| Minister infrastruktury i rozwoju                      | 27 listopada 2013(dts)     | Elżbieta Bieńkowska             | 22 września 2014(dts)  |                        |
| Minister administracji i cyfryzacji                    | Michał Boni                | 18 listopada 2011(dts)          | 27 listopada 2013(dts) |                        |
| Minister skarbu państwa                                | Mikołaj Budzanowski        | 18 listopada 2011(dts)          | 24 kwietnia 2013(dts)  |                        |
| Minister spraw wewnętrznych                            | Jacek Cichocki             | 18 listopada 2011(dts)          | 25 lutego 2013(dts)    |                        |
| Minister-członek Rady Ministrów                        | Jacek Cichocki             | 25 lutego 2013(dts)             | 22 września 2014(dts)  |                        |
| Minister sprawiedliwości                               |                            | Jarosław Gowin (PO)             | 18 listopada 2011(dts) | 6 maja 2013(dts)       |
| Minister środowiska                                    |                            | Marcin Korolec                  | 18 listopada 2011(dts) | 27 listopada 2013(dts) |
| Minister pracy i polityki społecznej                   |                            | Władysław Kosiniak-Kamysz (PSL) | 18 listopada 2011(dts) | 22 września 2014(dts)  |
| Minister nauki i szkolnictwa wyższego                  |                            | Barbara Kudrycka (PO)           | 18 listopada 2011(dts) | 27 listopada 2013(dts) |
| Minister sportu i turystyki                            | Joanna Mucha (PO)          | 18 listopada 2011(dts)          | 27 listopada 2013(dts) |                        |
| Minister transportu, budownictwa i gospodarki morskiej | Sławomir Nowak (PO)        | 18 listopada 2011(dts)          | 27 listopada 2013(dts) |                        |
| Minister rolnictwa i rozwoju wsi                       |                            | Marek Sawicki (PSL)             | 18 listopada 2011(dts) | 26 lipca 2012(dts)     |
| Minister rolnictwa i rozwoju wsi                       | 17 marca 2014(dts)         | Marek Sawicki (PSL)             | 22 września 2014(dts)  |                        |
| Minister obrony narodowej                              |                            | Tomasz Siemoniak (PO)           | 18 listopada 2011(dts) | 22 września 2014(dts)  |
| Minister spraw zagranicznych                           | Radosław Sikorski (PO)     | 18 listopada 2011(dts)          | 22 września 2014(dts)  |                        |
| Minister edukacji narodowej                            | Krystyna Szumilas (PO)     | 18 listopada 2011(dts)          | 27 listopada 2013(dts) |                        |
| Minister finansów                                      | Jan Vincent-Rostowski (PO) | 18 listopada 2011(dts)          | 27 listopada 2013(dts) |                        |
| Wiceprezes Rady Ministrów                              | Jan Vincent-Rostowski (PO) | 25 lutego 2013(dts)             | 27 listopada 2013(dts) |                        |
| Minister kultury i dziedzictwa narodowego              | Bogdan Zdrojewski (PO)     | 18 listopada 2011(dts)          | 17 czerwca 2014(dts)   |                        |
| Minister rolnictwa i rozwoju wsi                       |                            | Stanisław Kalemba (PSL)         | 31 lipca 2012(dts)     | 17 marca 2014(dts)     |
| Wiceprezes Rady Ministrów                              | Janusz Piechociński (PSL)  | 6 grudnia 2012(dts)             | 22 września 2014(dts)  |                        |
| Minister gospodarki                                    | Janusz Piechociński (PSL)  | 6 grudnia 2012(dts)             | 22 września 2014(dts)  |                        |
| Minister spraw wewnętrznych                            |                            | Bartłomiej Sienkiewicz          | 25 lutego 2013(dts)    | 22 września 2014(dts)  |
| Minister skarbu państwa                                |                            | Włodzimierz Karpiński (PO)      | 24 kwietnia 2013(dts)  | 22 września 2014(dts)  |
| Minister sprawiedliwości                               | Marek Biernacki (PO)       | 6 maja 2013(dts)                | 22 września 2014(dts)  |                        |
| Minister sportu i turystyki                            | Andrzej Biernat (PO)       | 27 listopada 2013(dts)          | 22 września 2014(dts)  |                        |
| Minister środowiska                                    |                            | Maciej Grabowski                | 27 listopada 2013(dts) | 22 września 2014(dts)  |
| Minister edukacji narodowej                            | Joanna Kluzik-Rostkowska   | 27 listopada 2013(dts)          | 22 września 2014(dts)  |                        |
| Minister finansów                                      | Mateusz Szczurek           | 27 listopada 2013(dts)          | 22 września 2014(dts)  |                        |
| Minister nauki i szkolnictwa wyższego                  |                            | Lena Kolarska-Bobińska (PO)     | 3 grudnia 2013(dts)    | 22 września 2014(dts)  |
| Minister administracji i cyfryzacji                    | Rafał Trzaskowski (PO)     | 3 grudnia 2013(dts)             | 22 września 2014(dts)  |                        |
| Minister kultury i dziedzictwa narodowego              |                            | Małgorzata Omilanowska          | 17 czerwca 2014(dts)   | 22 września 2014(dts)  |

## W dniu zaprzysiężenia 18 listopada 2011
- Donald Tusk (PO) – prezes Rady Ministrów
- Waldemar Pawlak (PSL) – wiceprezes Rady Ministrów, minister gospodarki
- Tomasz Arabski (bezpartyjny) – minister-członek Rady Ministrów
- Bartosz Arłukowicz (bezpartyjny) – minister zdrowia
- Elżbieta Bieńkowska (bezpartyjna) – minister rozwoju regionalnego
- Michał Boni (bezpartyjny) – minister administracji i cyfryzacji
- Mikołaj Budzanowski (bezpartyjny) – minister skarbu państwa
- Jacek Cichocki (bezpartyjny) – minister spraw wewnętrznych
- Jarosław Gowin (PO) – minister sprawiedliwości
- Marcin Korolec (bezpartyjny) – minister środowiska
- Władysław Kosiniak-Kamysz (PSL) – minister pracy i polityki społecznej
- Barbara Kudrycka (PO) – minister nauki i szkolnictwa wyższego
- Joanna Mucha (PO) – minister sportu i turystyki
- Sławomir Nowak (PO) – minister transportu, budownictwa i gospodarki morskiej
- Marek Sawicki (PSL) – minister rolnictwa i rozwoju wsi
- Tomasz Siemoniak (PO) – minister obrony narodowej
- Radosław Sikorski (PO) – minister spraw zagranicznych
- Krystyna Szumilas (PO) – minister edukacji narodowej
- Jan Vincent-Rostowski (PO) – minister finansów
- Bogdan Zdrojewski (PO) – minister kultury i dziedzictwa narodowego

## Kancelaria Prezesa Rady MinistrówDonalda Tuskaod 18 listopada 2011 do 22 września 2014
Minister-członek Rady Ministrów
- Jacek Cichocki – minister-członek Rady Ministrów, szef Kancelarii Prezesa Rady Ministrów, przewodniczący Komitetu Stałego Rady Ministrów i przewodniczący Zespołu ds. Programowania Prac Rządu

Zastępca szefa Kancelarii Prezesa Rady Ministrów
- Michał Deskur – zastępca szefa Kancelarii Prezesa Rady Ministrów i sekretarz stanu

Sekretarze stanu
- Władysław Bartoszewski – sekretarz stanu i pełnomocnik Premiera ds. dialogu międzynarodowego
- Małgorzata Kidawa-Błońska (PO) – sekretarz stanu i rzecznik prasowy rządu
- Paweł Graś (PO) – sekretarz stanu
- Igor Ostachowicz – sekretarz stanu
- Tomasz Jędrzejczak (PSL) – sekretarz stanu
- Małgorzata Fuszara – sekretarz stanu i pełnomocnik Rządu ds. równego traktowania

Podsekretarz stanu
- Jakub Jaworowski – podsekretarz stanu, sekretarz Rady Gospodarczej przy Premierze i pełnomocnik Premiera ds. koordynacji oceny skutków regulacji

Szef gabinetu politycznego premiera
- Łukasz Broniewski (PO)

Sekretarz Kolegium do Spraw Służb Specjalnych
- Tomasz Borkowski

Sekretarz Rady Ministrów
- Maciej Berek – sekretarz Rady Ministrów, prezes Rządowego Centrum Legislacji i wiceprzewodniczący Zespołu ds. Programowania Prac Rządu

Dyrektor generalny Kancelarii Prezesa Rady Ministrów
- Tomasz Bolek

## Gabinet polityczny premiera
- Łukasz Broniewski – szef Gabinetu Politycznego
- Wojciech Duda – główny doradca
- Grzegorz Fortuna – główny doradca
- Paweł Machcewicz – główny doradca
- Agata Grynkiewicz – doradca
- Łukasz Zaręba – doradca

## Rządowe Centrum Legislacji
- Maciej Berek – prezes
- Jacek Krawczyk – wiceprezes
- Piotr Gryska – wiceprezes

## Urzędy Wojewódzkie
województwo dolnośląskie
- Tomasz Smolarz (PO) – wojewoda dolnośląski
  - Ewa Mańkowska (PSL) – wicewojewoda dolnośląski

województwo kujawsko-pomorskie
- Ewa Mes (PSL) – wojewoda kujawsko-pomorski
  - Zbigniew Ostrowski (PO) – wicewojewoda kujawsko-pomorski

województwo lubelskie
- Wojciech Wilk (PO) – wojewoda lubelski
  - Marian Starownik (PSL) – wicewojewoda lubelski

województwo lubuskie
- Jerzy Ostrouch (bezpartyjny, z rekomendacji PO) – wojewoda lubuski
  - Jan Świrepo (PSL) – wicewojewoda lubuski

województwo łódzkie
- Jolanta Chełmińska (bezpartyjna, z rekomendacji PO) – wojewoda łódzki
  - Paweł Bejda (PSL) – wicewojewoda łódzki

województwo małopolskie
- Jerzy Miller (bezpartyjny, z rekomendacji PO) – wojewoda małopolski
  - Andrzej Harężlak (PSL) – wicewojewoda małopolski

województwo mazowieckie
- Jacek Kozłowski (PO) – wojewoda mazowiecki
  - Dariusz Piątek (PSL) – wicewojewoda mazowiecki

województwo opolskie
- Ryszard Wilczyński (PO) – wojewoda opolski
  - Antoni Jastrzembski (PSL) – wicewojewoda opolski

województwo podkarpackie
- Małgorzata Chomycz (PO) – wojewoda podkarpacki
  - Alicja Wosik (PSL) – wicewojewoda podkarpacki

województwo podlaskie
- Maciej Żywno (PO) – wojewoda podlaski
  - Wojciech Dzierzgowski (PSL) – wicewojewoda podlaski

województwo pomorskie
- Ryszard Stachurski (PO) – wojewoda pomorski
  - Michał Owczarczak (PO) – wicewojewoda pomorski

województwo śląskie
- Piotr Litwa (bezpartyjny, z rekomendacji PO) – wojewoda śląski
  - Andrzej Pilot (PSL) – I wicewojewoda śląski
  - Piotr Spyra (PO) – II wicewojewoda śląski

województwo świętokrzyskie
- Bożentyna Pałka-Koruba (bezpartyjna, z rekomendacji PO) – wojewoda świętokrzyski
  - Grzegorz Dziubek (PSL) – wicewojewoda świętokrzyski

województwo warmińsko-mazurskie
- Marian Podziewski (PSL) – wojewoda warmińsko-mazurski
  - Grażyna Kluge (PO) – wicewojewoda warmińsko-mazurski

województwo wielkopolskie
- Piotr Florek (PO) – wojewoda wielkopolski
  - Przemysław Pacia (PSL) – wicewojewoda wielkopolski

województwo zachodniopomorskie
- Marek Tałasiewicz (PO) – wojewoda zachodniopomorski
  - Ryszard Mićko (PSL) – wicewojewoda zachodniopomorski